# Eurypteryx falcata
Eurypteryx falcata är en fjärilsart som beskrevs av Gehlen. 1922. Eurypteryx falcata ingår i släktet Eurypteryx och familjen svärmare. Inga underarter finns listade i Catalogue of Life.